# Янпольський Борис Зіновійович
Борис (Борух) Зіновійович (Залманович) Янпольський (нар. 10 квітня 1898, м. Глухів, Чернігівська губернія, Російська імперія — пом. 5 грудня 1975, м. Мінськ Білоруська РСР) — білоруський радянський театральний актор єврейського походження. Заслужений артист Білоруської РСР (1946).

## Життєпис
Народився 1898 року у Глухові Чернігівської губернії (нинішня Сумська область) в сім'ї робітника винокурного заводу. Після закінчення у 1931 році у студії при Державному єврейському театрі БРСР (педагоги В. Я. Головчинер і Л. М. Литвинов) працював п'ять років у цьому ж театрі. Грав на ідиші.
У період з 1936 по 1958 роки Борис Янпольський служив актором Білоруського державного академічного театру імені Янки Купали. У 1960—1967 роках також працював режисером Білоруської державної філармонії.
Помер Борис Янпольський 5 грудня 1975 року у Мінську. Похований на Північному цвинтарі Мінська.

## Ролі в театрі
- «Фронт» Олександра Корнійчука — Крикун
- «В степах України» Олександра Корнійчука — Филимон Филимонович Довгоносик
- «Російські люди» Костянтина Симонова — Харитонов
- «За тих, хто в морі» Бориса Лавреньова — Ракало
- «Ромео і Джульєтта» Вільяма Шекспіра — Аптекар
- «Собака на сіні» Лопе де Вега — маркіз Рікардо
- «Скупий» Мольєра — Лефлеш
- «Партизани» Кіндрата Кропиви — Батура
- «Костянтин Заслонів» Аркадія Мовзона — Майор

## Ролі в кіно
- 1967 — І ніхто інший — лікар
- 1960 — Перші випробування (1-ша серія) — епізод
- 1960 — Весняні грози — лікар (немає в титрах)
- 1958 — Червоне листя — тюремний лікар
- 1954 — Хто сміється останнім — невідомий
- 1947 — Новий будинок — муляр (немає в титрах)

## Родина
- Дружина — Любов Ісаївна Пекеліс — піаністка, концертмейстер струнного та духового відділень Білоруської державної консерваторії.
- Сини:
  - Давиденко Констянтин Сергійович (1923—2004) — радянський військовий льотчик, Герой Радянського Союзу (1945).
  - Янпольський Анрі Борисович (нар. 1935) — білоруський музикант (скрипач), педагог.

## Відзнаки
- Заслужений артист Білоруської РСР (1946).